# Josef Lomický
Josef Lomický (* 19. února 1958, České Budějovice je bývalý československý atlet, jehož specializací byl běh na 400 metrů.
V roce 1978 vybojoval na mistrovství Evropy v Praze na strahovském stadionu Evžena Rošického společně s Františkem Břečkou, Miroslavem Tulisem a Karlem Kolářem bronzovou medaili ve štafetě na 4 × 400 metrů. O dva roky později reprezentoval na letních olympijských hrách v Moskvě, kde skončil se štafetou ve finále na sedmém místě. V roce 1984 doběhl na halovém ME v Göteborgu ve finále běhu na 60 metrů na osmém místě.